# Leopold Berchtold
El conde Leopold Berchtold (Leopold Anton Johann Sigismund Josef Korsinus Ferdinand Graf Berchtold von und zu Ungarschitz, Frättling und Püllütz) (húngaro: Gróf Berchtold Lipót, checo: Leopold hrabě Berchtold z Uherčic) (Viena, Imperio austrohúngaro, 18 de abril de 1863-Peresznye, Condado de Vas, Reino de Hungría, 21 de noviembre de 1942) fue un político, diplomático, noble y hombre de estado austro-húngaro que fue ministro de Asuntos Exteriores del Imperio al inicio de la Primera Guerra Mundial.

## Orígenes y formación
Nacido el 18 de abril de 1863 en la ciudad de Viena, Leopold Berchtold era hijo del conde Sigismund Samuel Koloman Berchtold (1834-1900), de quien heredó el título de conde; su madre era la condesa Josephine Gabriela Marie Caroline Elizabeth Wilhelmine von Trauttmansdorff-Weinsberg (1835-1894). La familia de los condes de Berchtold era originaria del Tirol y era de las más ricas de la nobleza austro-húngara, propietaria de tierras en Hungría y Moravia; el conde Leopold Berchtold era considerado uno de los hombres más ricos del Imperio austrohúngaro. Por sus venas corría sangre húngara, austro-alemana, checa, italiana, polaca y rutena.

## Comienzos en la diplomacia
Fue educado en su hogar por tutores y luego estudió derecho para incorporarse en 1893 al Servicio de Relaciones Exteriores del Imperio austrohúngaro; en el mismo año desposó a la condesa Ferdinanda Károlyi (1868-1955), hija de uno de los aristócratas más ricos de Hungría. Con posterioridad sirvió en las embajadas de París (1894), Londres (1899) y San Petersburgo (1903).
En 1906 Berchtold fue designado sucesor del conde Alois Lexa von Aehrenthal como embajador ante el Imperio ruso cuando Aehrenthal es designado Ministro de Asuntos Exteriores del Imperio austrohúngaro. Como embajador, Berchtold fue un ferviente promotor de una alianza austro-rusa para asegurar la estabilidad de la monarquía austro-húngara y la paz de Europa.

## Ministro de Asuntos Exteriores
En febrero de 1912, al morir el conde Aehrenthal, el conde Berchtold lo sucedió en el puesto de ministro de Asuntos Exteriores a los cuarenta y nueve años de edad, el más joven del ramo en Europa en aquel momento.

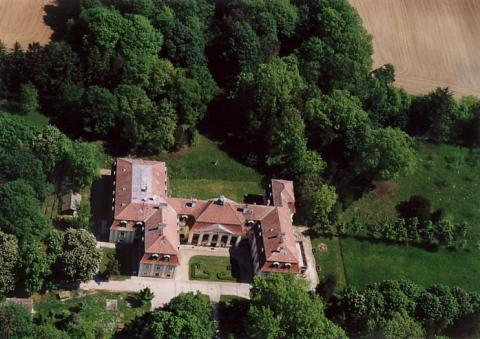
El Palacio de Peresznye, última residencia del Conde Berchtold.

Como nuevo ministro de Asuntos Exteriores, el conde Berchtold debió hacer frente a las consecuencias de las guerras de los Balcanes de 1912-1913. Se granjeó fama de titubeante y aficionado en la gestión de la política exterior imperial, y mantuvo el cargo fundamentalmente por su clara lealtad a la Corona y al país más que por su capacidad.
Durante la Crisis de julio que siguió al asesinato del archiduque Francisco Fernando Berchtold quiso aparecer más enérgico y decidido en castigar a Serbia. Semanas antes del asesinato del heredero había decidido resolver la siguiente crisis con Serbia mediante las armas, para lo que contó con el decidido respaldo del jefe del Estado Mayor imperial Conrad von Hötzendorf. En el consejo real del 7 de julio, abogó decididamente por la guerra con Serbia para eliminar lo que pensaba era una grave amenaza a la existencia del imperio. Incluso si la guerra se extendía y participaba Rusia, Berchtold sabía que contaba con el apoyo de Alemania.
El emperador se encontraba en el balneario de Bad Ischl cuando recibió la respuesta del ultimátum. Se mostraba dubitativo en declarar la guerra y entonces Berchtold se dirigió al balneario con la falsa noticia de que Serbia ya había atacado al Imperio. Con esta mentira fraguada por Berchtold, Francisco José firmó la declaración de guerra. En el texto oficial, la mención del ataque serbio fue eliminada.
Con el inicio de la Primera Guerra Mundial Berchtold debió afrontar la posible entrada de Italia en el bando de la Triple Entente. Estaba dispuesto a ceder parte del Trentino y de la costa de Albania para que Italia permaneciera dentro de la Triple Alianza. Incómodo en el cargo, harto de las presiones alemanas para que cediese a las reclamaciones italianas, obtuvo el permiso del emperador, que también deseaba tener a un hombre más enérgico en el cargo, para dimitir el 13 de enero de 1915. Lo sucedió el conde Esteban Burián, estrecho colaborador del primer ministro húngaro Esteban Tisza, ya que este, el preferido por el soberano para ocupar el cargo, lo rehusó.
Berchtold no ocupó ningún cargo público durante la guerra, aunque fue un influyente consejero del heredero al trono y luego emperador Carlos.

## Alejado del poder
Tras la contienda, se retiró a vivir una vida tranquila en sus tierras que poseía en Hungría hasta su muerte en 1942.

## Condecoraciones
- Caballero de la Orden del Toisón de Oro
- Caballero de la Suprema Orden de la Santísima Anunciación
- Caballero de la Orden de los Santos Mauricio y Lázaro
- Caballero de la Orden de la Corona de Italia
- Caballero de la Orden de San Esteban de Hungría